# Ove Lestander
Pour les articles homonymes, voir Lestander.
Ove Lestander est un ancien fondeur suédois.

## Palmarès

### Championnats du monde
| Épreuve / Édition | Vysoke Tatry 1970 |
| 4 × 10 km         | Bronze            |